# Fachklasse
Der Berufsschulunterricht erfolgt in Deutschland in sogenannten Fachklassen.
Die Fachklassen werden nach Möglichkeit als regionale Fachklassen gebildet, wo die Schülerzahlen dies nicht erlauben, werden überregionale Fachklassen gebildet.
Normalerweise werden die Fachklassen nach Berufen zusammengefasst. Wenn die Schülerzahlen dazu nicht ausreichen, werden nah verwandte Berufe gemeinsam unterrichtet. Sind die Schüler zahlen andererseits hoch, kann zusätzlich nach Fachrichtungen unterteilt werden.

## Regionale Fachklassen
Bei regionalen Fachklassen findet der Berufsschulunterricht in der Regel an ein bis max. zwei Tagen die Woche statt.

## Überregionale Fachklassen
Bei überregionale Fachklassen (Bezirksfachklassen, Landesfachklassen, Bundesfachklassen) findet der Berufsschulunterricht vorzugsweise in Form von Blockunterricht statt. Da der Ausbildungs- und der Wohnort von der Berufsschule oft weit entfernt sind, wird oft auch Internatsunterbringung angeboten.